# Stagmomantis limbata
Espèce
Synonymes
- Stagmomantis asteca (Saussure, 1859)
- Stagmomantis cellularis (Burmeister, 1838)
- Stagmomantis viridimargo (Burmeister, 1838)

Stagmomantis limbata est une espèce de mantes religieuses originaire d'Amérique du Nord, particulièrement répandue dans le sud-ouest des États-Unis,,,. Elle est de couleur verte ou beige et peut atteindre environ 75 mm de long.

## Comportement
Stagmomantis limbata est attiré par la lumière et les mâles volent souvent vers les éclairages publics en grand nombre, mais les femelles sont incapables de voler.

## Description
S. limbata est l'une des plus grandes mantes religieuses indigènes d'Amérique du Nord, bien qu'elle soit beaucoup plus petite que certaines mantes africaines et asiatiques telles que les espèces des genres Sphodromantis et Hierodula. Sa plaque faciale (en dessous et entre les antennes) est environ deux fois plus large que longue, ce qui est typique du genre Stagmomantis, bien que ses yeux ne soient pas aussi saillants que ceux de la Mante de Caroline (S. carolina).
Les femelles sont le plus souvent vert assez uni (souvent avec un abdomen jaunâtre), mais parfois grises, ou marron clair, avec des taches sombres au milieu des ailes antérieures, qui ne recouvrent pas complètement le large abdomen. Les ailes postérieures peuvent être quadrillées ou rayées de jaune.

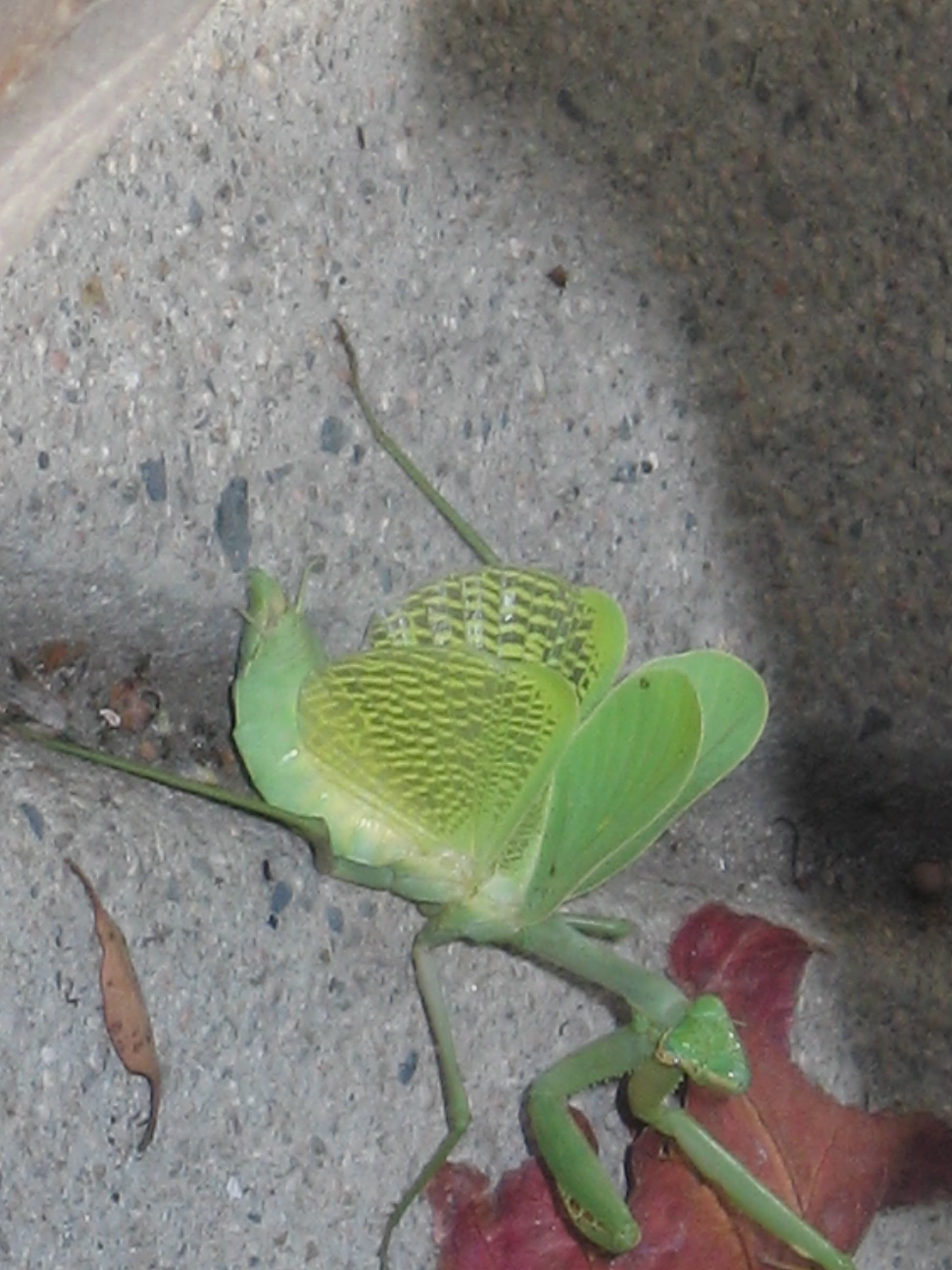
Femelle adulte aux ailes déployées.
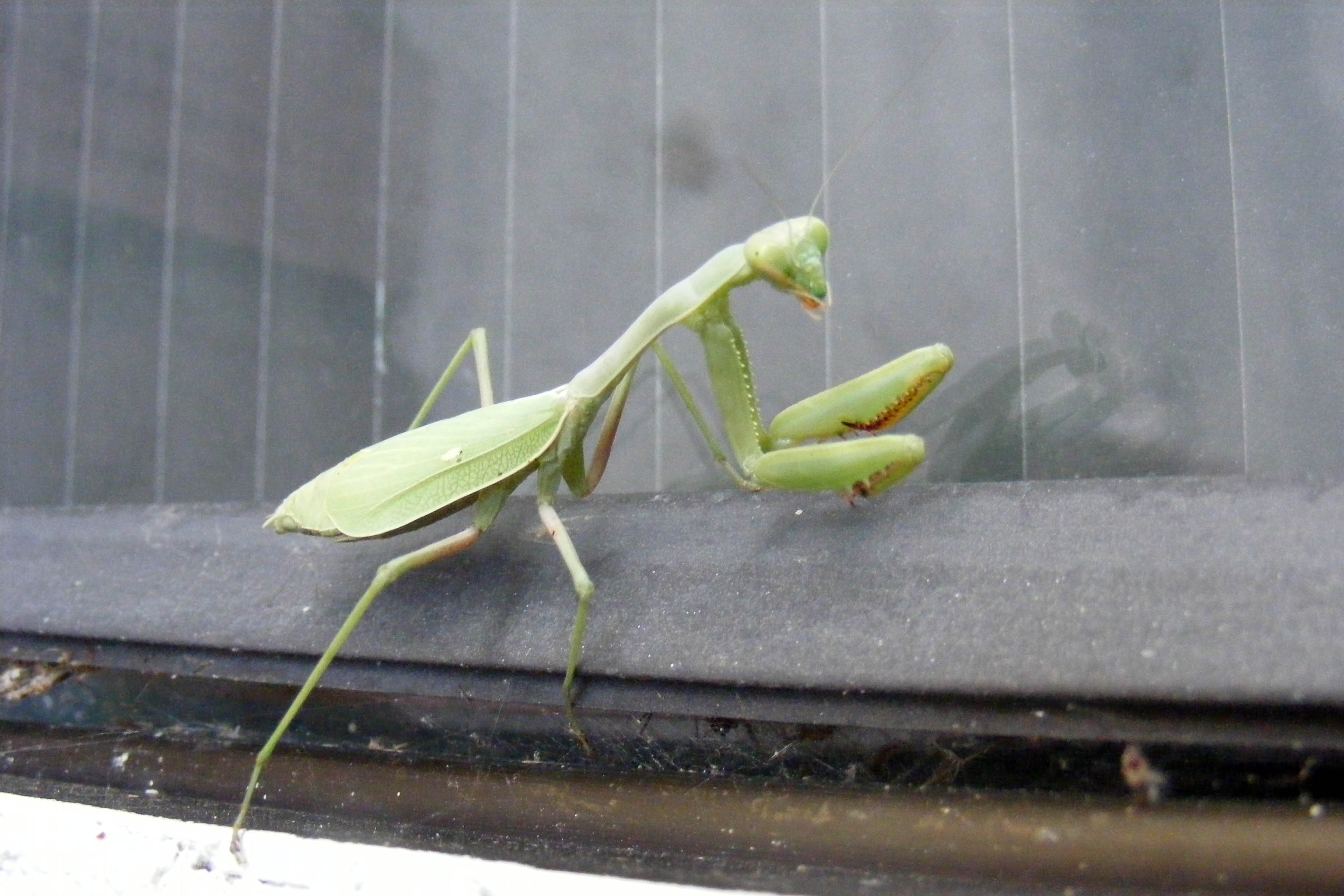
Femelle adulte.
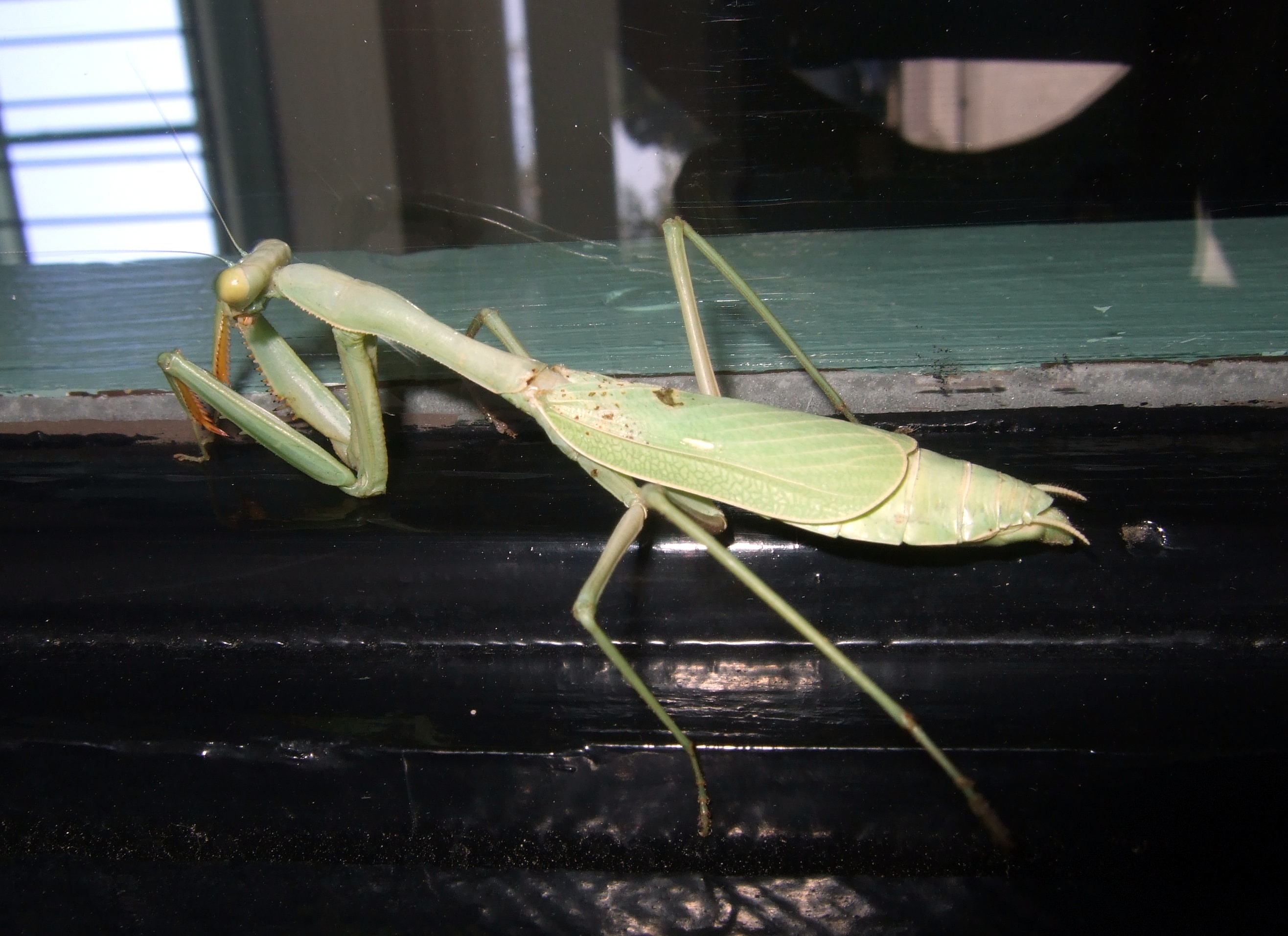
Femelle adulte.
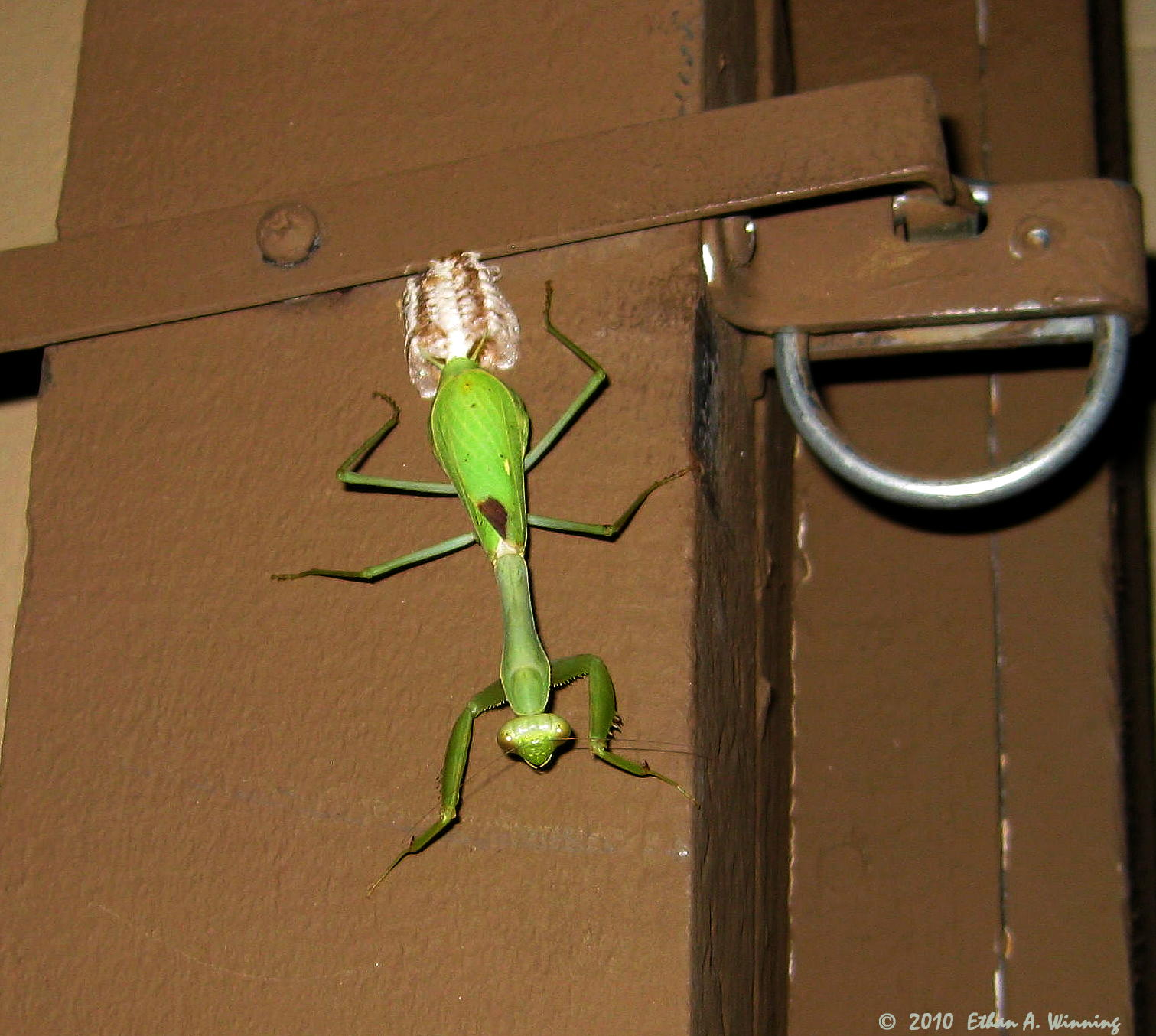
Femelle adulte en train de placer une oothèque.
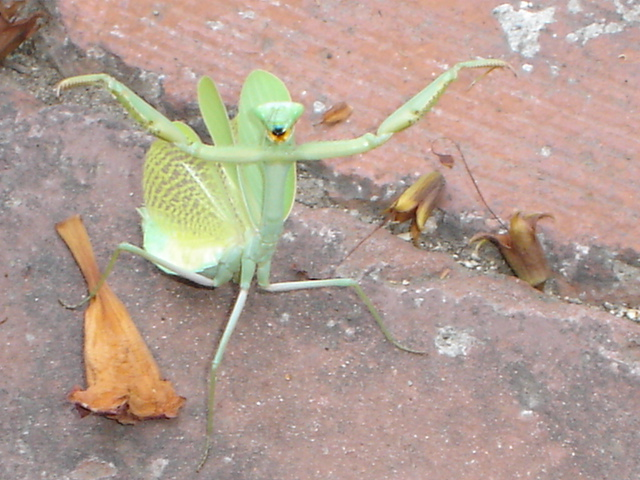
Femelle adulte en posture d'intimidation.

Les mâles sont minces, avec de longues ailes et de couleur variable, mais le plus souvent verts et bruns avec les côtés des ailes antérieures pliées vert et le dessus brunâtre (parfois gris uni, brun, vert ou toute combinaison de ces couleurs). Leur abdomen n'a pas de taches foncées proéminentes sur le dessus. Les ailes sont transparentes, généralement avec des taches brunâtres nuageuses sur la moitié externe.

## Habitat
Variable, souvent dans les zones semi-arides ouvertes dans les herbes hautes, les arbustes ou les arbres, mais l'espèce est plus abondante dans les zones luxuriantes, souvent riveraines et boisées des bords de cours d'eau, des bords de route, des canyons, dans les villes, etc.

## Distribution
Du Texas au sud de la Californie, au nord jusqu'au Colorado et à l'Utah, au sud jusqu'au Mexique.

## Systématique
Le nom valide complet (avec auteur) de ce taxon est Stagmomantis limbata Hahn, 1835.
Stagmomantis limbata a pour synonymes :
- Stagmomantis asteca Saussure, 1859
- Stagmomantis cellularis Burmeister, 1838
- Stagmomantis viridimargo Burmeister, 1838